# Linha Amarela (Metro de Lisboa)
La linha do Girassol, també anomenada linha Amarela (en català, línia del girasol i línia groga), és una línia de les quatres línies de ferrocarril metropolità del Metro de Lisboa, Portugal. Té uns 11 quilòmetres de longitud i 11 estacions.
Fou inaugurada el 1959 entre Entre Campos i Rotunda (actual estació de Marquês de Pombal).